# Ropień języka
Ropień języka (łac. abscessus linguae) – zbiorowisko ropy w tkankach głębokich języka. Występuje częściej u kobiet.

## Etiologia
Ropień języka jest najczęściej wywoływany przez bakterie (gł. flora mieszana z przewagą bakterii beztlenowych). Rzadko mogą wywoływać go grzyby.

## Przyczyny
Najczęściej do powstania ropnia języka prowadzi:
- rana języka
- zapalenie języka
- zropiała torbiel dna jamy ustnej (tzw. żabka)
- zropiała torbiel środkowa szyi
- zapalenie migdałka językowego, mogące spowodować ropień nasady języka

Niekiedy do rozwoju ropnia języka przyczyniają się inne schorzenia ogólnoustrojowe przebiegające z upośledzeniem układu odpornościowego:
- cukrzyca
- awitaminozy
- choroby układu krwiotwórczego
- grzybice

## Objawy i rozpoznanie
Rozpoznanie ropnia języka opiera się na wywiadzie i objawach klinicznych, do których należą:
- gorączka i pogorszenie stanu ogólnego
- ból języka i ograniczenie jego ruchomości (początkowo może występować pieczenie języka)
- asymetria języka spowodowana jego obrzękiem niekiedy mogącym spowodować duszność (zwłaszcza przy lokalizacji ropnia w nasadzie języka, który zdarza się rzadko)
- ślinotok
- odynofagia
- palpacyjnie na języku wyczuwalne jest bolesne zgrubienie
- bolesny obrzęk węzłów chłonnych okolicy podbródkowej i podżuchwowej

Niekiedy ropniowi języka towarzyszy także cuchnienie z ust oraz niewielkiego stopnia szczękościsk.
Ropień języka zlokalizowany jest zwykle w trzonie i jest jednostronny. Spowodowane jest to podłużnie przebiegającą powięzią łącznotkankową, która uniemożliwia rozprzestrzenianie się zakażenia na stronę przeciwną języka.
W rozpoznaniu ropnia języka pomocne jest także nakłucie zmiany igłą i aspiracja treści – jeżeli uzyskuje się ropę przesądza to o rozpoznaniu. W przypadku braku uzyskania treści ropnej możemy mieć do czynienia z naciekiem zapalnym, który potencjalnie może przejść w ropień. Uzyskany aspirat można przesłać do badania mikrobiologiczne. W przypadku dużych trudności diagnostycznych można wykonać badania obrazowe USG lub TK.

## Leczenie
Polega na ewakuacji treści ropnej poprzez nakłucie oraz nacięcie i drenaż umożliwiający szeroki odpływ zgromadzonej ropy. Nacięcie zwykle wymaga znieczulenia ogólnego chorego. W przypadku ropnia nasady języka i zagrożenia dusznością przed nacięciem wykonuje się tracheotomię, celem zabezpieczenia drożności górnych dróg oddechowych. W ropniu nasady języka nacięcie wykonuje się zewnętrznie (od strony szyi). Ponadto leczenie obejmuje antybiotykoterapię – zwykle cefalosporyny (najczęściej III generacji) w połączeniu z metronidazolem. Chory przez kilka dni przyjmuje pokarmy płynne i półpłynne.

## Rokowanie
W przypadku wdrożenia właściwego leczenia jest pomyślne. Zaniechanie leczenia prowadzić może do rozprzestrzeniania się zakażenia na okoliczne tkanki i przestrzenie takie jak: dno jamy ustnej, przestrzeń przygardłowa, tkanki miękkie szyi, gardło – co pogarsza rokowanie.